# Eurysternus arnaudi
Eurysternus arnaudi là một loài bọ cánh cứng trong họ Bọ hung (Scarabaeidae).